# A Chorus Line
Cet article concerne la comédie musicale crée en 1975. Pour l'adaptation cinématographique de 1985, voir Chorus Line (film, 1985).
A Chorus Line est une comédie musicale de Broadway, créée en 1975.

## Historique
Le livret est de James Kirkwood Jr. et Nicholas Dante, les paroles des chansons de Edward Kleban sur une musique de Marvin Hamlisch.
Les représentations de A Chorus Line ont été données sans discontinuer de 1975 à 1990, pour un total de 6 137 représentations.
L'adaptation cinématographique Chorus Line a été réalisée par Richard Attenborough en 1985.
En 2007, la distribution originale a reçu le Grammy Hall of Fame Award.
Un documentaire primé a été réalisé en 2008 : Every Little Step.

## Synopsis
Lors d'une audition pour un spectacle musical, des danseurs sont amenés à parler intimement d'eux, de leurs doutes, de leurs secrets. Leur individualité se manifeste, mais à la fin de l'audition, ceux qui restent doivent devenir une troupe à part entière, ne plus faire qu'un.

## Distribution
| Personnage | Off-Broadway (1975) | Broadway (1975) | Première tournée US (1976) | International Tour (1976) | West End (1976)      | VISA Tour (1990)           | Broadway revival (2006) | Third U.S. tour (2008) | West End revival (2013)   |
| ---------- | ------------------- | --------------- | -------------------------- | ------------------------- | -------------------- | -------------------------- | ----------------------- | ---------------------- | ------------------------- |
| Zach       | Robert LuPone       | Robert LuPone   | Robert LuPone              | Eivind Harum              | Jean-Pierre Cassel   | Randy Clements             | Michael Berresse        | Michael Gruber         | John Partridge            |
| Larry      | Clive Clerk         | Clive Clerk     | Roy Smith                  | T. Michael Reed           | Jack Gunn            | Dennis Daniels             | Tyler Hanes             | John Carroll           | Alastair Postlethwaite    |
| Cassie     | Donna McKechnie     | Donna McKechnie | Donna McKechnie            | Sandy Roveta              | Elizabeth Seal       | Laurie Gamache             | Charlotte d'Amboise     | Nikki Snelson          | Scarlett Strallen         |
| Don        | Ron Kuhlman         | Ron Kuhlman     | Ron Kuhlman                | Ronald Young              | Lance Aston          | Frank Kliegel              | Brad Anderson           | Derek Hanson           | Gary Watson               |
| Maggie     | Kay Cole            | Kay Cole        | Kay Cole                   | Jean Fraser               | Veronica "Roni" Page | Christine Gradl            | Mara Davi               | Hollie Howard          | Vicki Lee Taylor          |
| Mike       | Wayne Cilento       | Wayne Cilento   | Don Correia                | Jeff Hyslop               | Michael Howe         | Mark S. Hoebee             | Jeffrey Schecter        | Clyde Alves            | Adam Salter               |
| Connie     | Baayork Lee         | Baayork Lee     | Baayork Lee                | Jennifer Ann Lee          | Cherry Gillespie     | Melinda Cartwright         | Yuka Takara             | Jessica Wu             | Alexzandra Sarmiento      |
| Greg       | Michel Stuart       | Michel Stuart   | Michel Stuart              | Andy Keyser               | Stephen Tate         | D. Bradley Jones           | Michael Paternostro     | Denis Lambert          | Andy Rees                 |
| Sheila     | Kelly Bishop        | Kelly Bishop    | Charlene Ryan              | Jane Summerhays           | Geraldine Gardner    | Gail Benedict              | Deidre Goodwin          | Emily Fletcher         | Leigh Zimmerman           |
| Bobby      | Thomas J. Walsh     | Thomas J. Walsh | Scott Pearson              | Ron Kurowski              | Leslie Meadows       | Michael Gorman             | Ken Alan                | Ian Liberto            | Ed Currie                 |
| Bebe       | Nancy Lane          | Nancy Lane      | Nancy Lane                 | Miriam Welch              | Susan Claire         | Pamela Khoury              | Alisan Porter           | Pilar Millhollen       | Daisy Maywood             |
| Judy       | Trish Garland       | Trish Garland   | Trish Garland              | Yvette Mathews            | Judy Gridley         | Paula Leggett              | Heather Parcells        | Stephanie Gibson       | Lucy Adcock               |
| Richie     | Ronald Dennis       | Ronald Dennis   | Ronald Dennis              | A. Wellington Perkins     | Roy Gayle            | Philip Michael Baskerville | James T. Lane           | Anthony Wayne          | James T. Lane             |
| Al         | Don Percassi        | Don Percassi    | Don Percassi               | Steve Baumann             | Jeff Shankley        | Buddy Balou                | Tony Yazbeck            | Colt Prattes           | Simon Hardwick            |
| Kristine   | Renee Baughman      | Renee Baughman  | Renee Baughman             | Christine Barker          | Vicki Spencer        | Michelle Michaels          | Chryssie Whitehead      | Jessica Latshaw        | Frances Dee               |
| Val        | Pamela Blair        | Pamela Blair    | Pamela Blair               | Mitzi Hamilton            | Linda Williams       | Julie Graves               | Jessica Lee Goldyn      | Natalie Hall           | Rebecca Herszenhon        |
| Mark       | Cameron Mason       | Cameron Mason   | Paul Charles               | Tim Scott                 | Peter Barry          | John Scott                 | Paul McGill             | Jay Armstrong Johnson  | Harry Francis             |
| Paul       | Sammy Williams      | Sammy Williams  | Sammy Williams             | Tommy Aguilar             | Michael Staniforth   | Porfirio                   | Jason Tam               | Kevin Santos           | Gary Wood                 |
| Dianna     | Priscilla Lopez     | Priscilla Lopez | Priscilla Lopez            | Loida Iglesias            | Diane Langton        | Donna Pompei               | Natalie Cortez          | Gabrielle Ruiz         | Victoria Hamilton-Barritt |

## Discographie
- 2015 : A Chorus Line, 40 the Anniversary Celebration, Sony Masterworks